# ウリセス・デ・ラ・クルス
ウリセス・エルナン・デ・ラ・クルス・ベルナルド（Ulises Hernán de la Cruz Bernardo, 1974年2月8日 - ）は、エクアドル・カルチ県ピキウチョ出身の元同国代表サッカー選手。現役時代のポジションはDF、MF。

## 経歴
1995年5月28日に行われたキリンカップサッカーの日本戦で代表デビューした。1990年代から2000年代にかけてエクアドル代表の右SBのレギュラーを務めた。その後、代表に欠かせない存在として成長し、2002 FIFAワールドカップ南米予選全18試合に出場し、チームの本大会出場に大きく貢献した。本大会では華麗なパフォーマンスを披露し、チームの全得点をアシストした。また、2006 FIFAワールドカップにも出場し、本大会でも自国初のベスト16入りに貢献した。

## 代表歴

### 出場大会
- エクアドル代表
  - 2002 FIFAワールドカップ
  - 2006 FIFAワールドカップ

### 試合数
- 国際Aマッチ 101試合 7得点（1995年-2010年）[2]

| エクアドル代表 | 国際Aマッチ | 国際Aマッチ |
| 年             | 出場        | 得点        |
| -------------- | ----------- | ----------- |
| 1995           | 2           | 0           |
| 1996           | 0           | 0           |
| 1997           | 10          | 1           |
| 1998           | 1           | 1           |
| 1999           | 11          | 0           |
| 2000           | 12          | 1           |
| 2001           | 12          | 1           |
| 2002           | 9           | 0           |
| 2003           | 7           | 0           |
| 2004           | 9           | 1           |
| 2005           | 9           | 1           |
| 2006           | 7           | 0           |
| 2007           | 9           | 1           |
| 2008           | 1           | 0           |
| 2009           | 0           | 0           |
| 2010           | 2           | 0           |
| 通算           | 101         | 7           |

## タイトル

### クラブ
LDUキト
- セリエA：1998, 1999, 2010
- レコパ・スダメリカーナ：2009, 2010
- コパ・スダメリカーナ：2009

### 代表
エクアドル代表
- カナダカップ：1999